# Malcolm Howard
Malcolm Howard, född den 7 februari 1983 i Victoria, British Columbia, är en kanadensisk roddare.
Han tog OS-silver i åtta med styrman i samband med de olympiska roddtävlingarna 2012 i London.